# とぎつカナリーホール
とぎつカナリーホールは、長崎県西彼杵郡時津町にある多目的コンサートホール。

## 概略
時津町の文化の森公園に併設された施設。建物内に時津中央児童館、時津民俗資料館がある。2002年に時津町が町制50周年記念事業として、32億円をかけて建設した。町内の子供が小中学校の9年間の間に多彩な音楽や芸能を鑑賞する「カナリー・ステージ・ナイン」や、楽器に親しむ「カナリー音の博物館」などが開催され、高い評価を得ている。
建築内に外部経路を貫通させたり、4本のブリッジを建築本体へと接続させるなど、周辺の子供広場や展望台等との立体的な散策ネットワークが形成されている。各屋上部は、セダムや芝によって全面的に緑化され、建築自体が公園と一体化されて演出されている。

## 施設概要
- 大ホール 客席 770席（1階554席、2階216席)[2]
- 楽屋 5室
- 練習室 4室
- リハーサル室 1室
- ホワイエ
- カフェレストラン

## 受賞歴
- 第44回BCS賞[1]
- 2003年久米賞（久米設計による社内表彰）[4]
- 2012年度「地域創造大賞（総務大臣賞）」[3][5]

## アクセス
長崎駅より路線バス（長崎バス）溝川･大串･琴海ニュータウン行き 約40分。野田バス停下車徒歩8分